# 大脳半球の働きについての講義
『大脳半球の働きについての講義』(Лекции о работе больших полушарий головного мозга) とは1926年に出版されたロシアの生理学者イワン・パブロフによる講義録であり、条件反射についての研究である。

## 概要
1849年にロシアで司祭の家庭に生まれたパブロフはペテルブルク大学ですい臓の神経を研究し、卒業後に医学校に編入して『心臓の遠心性神経』の論文で学位を取得して生理学教授となる。1890年にサンクトペテルブルク大学の実験医学研究所生理学部を設置し、条件反射に関する研究を進めた。本書はこのような研究を踏まえてロシア陸軍軍医学校で行った講義の筆記記録を編集したものである。行動主義心理学の古典的な著作として評価されている。
パブロフは必ずしも心理学的な観点ではなく、生理学的な観点から条件反射について研究している。つまりデカルトが述べているように、動物を環境に対して一定の対応をもたらすものとパブロフは見なしていた。その反応に注目することで環境への動物の対応を理解しようとし、犬の唾液反射を観察した。具体的には犬に対してさまざまな刺激を加えることで得られる唾液の分泌分量を測定した。与えられる刺激は聴覚刺激だけでなく、触覚刺激などであり、生理的な反応が調査された。
パブロフはこのような研究を踏まえて無条件反射と条件反射の概念を提唱した。無条件反射とは生まれながら動物が持つ反射であり、犬が摂食の際に唾液を分泌する反応がこれに含まれる。条件反射とは無意識の学習によって得られた反射であり、犬がベルの音と食事を等しいと学習したことで、聴覚刺激により唾液分泌をもたらす反応が含まれる。したがって、動物は学習によって環境に適応した大脳皮質の神経経路を形成し、特定の反射を獲得することができることが分かる。
人間と犬の大脳皮質には大きな差異が認められるため、このような条件反射の知識は即座に応用できるわけではない。しかし人間の教育の方法は犬の訓練と本質的に同等であり、人間も段階的学習により条件反射を獲得する。また外部からの刺激に適応することができない場合には神経症や精神病を患うことについても動物と人間は同じであり、衝撃に対しては神経衰弱や神経症的な興奮状態になってしまう。

## 書誌
- イワン・ペトロウィチ・パヴロフ 著、林髞 訳『条件反射学：大脳両半球の働きに就ての講義』三省堂、1937年。全国書誌番号:47033783。
- パブロフ 著、林髞 訳『条件反射学：大脳両半球の働きについての講義』 上中下、創元社〈創元文庫〉、1952年3月。全国書誌番号:52004008, 全国書誌番号:53006018, 全国書誌番号:53006019。
- パブロフ 著、川村浩 訳『大脳半球の働きについて：条件反射学』 上・下、岩波書店、1975年。ISBN 400339271X, ISBN 4003392728。